# Yasser al-Taifi
Yasser al-Taifi (arabisch ياسر الطائفي, DMG Yāsir aṭ-Ṭāʾifī; * 10. Mai 1971) ist ein ehemaliger saudi-arabischer Fußballspieler.

## Karriere

### Klub
Er spielte mindestens in den Saisons 1993/94 und 1994/95 für al-Riyadh, mit welchen er in der Spielzeit 1993/94 den Pokal gewann.

### Nationalmannschaft
Er stand ohne Einsatz im Kader für die Weltmeisterschaft 1994. Sein erstes bekanntes Spiel für die saudi-arabische Nationalmannschaft hatte er darauf erst bei einem 2:1-Freundschaftsspielsieg über die Mannschaft der USA am 19. Oktober 1994 über die volle Distanz. Danach kam er beim Golfpokal 1994 in allen Spielen zum Einsatz, wurde danach jedoch nicht mehr berücksichtigt.